# Salcedoa
Salcedoa é um género monotípico de plantas com flores pertencentes à família Asteraceae. A única espécie é Salcedoa mirabaliarum.
A sua área de distribuição nativa é na Hispaniola.